# Тони
 Тази статия е за българския игрален филм „Тони“.  За други значения вижте Тони (пояснение).  
„Тони“ е български игрален филм (драма) от 1991 година на режисьора Димитър Петров, по сценарий на Рада Москова. Оператор е Крум Крумов. Музиката във филма е композирана от Георги Генков.

### Актьорски състав
| Роля                       | Изпълнител                          |
| -------------------------- | ----------------------------------- |
|                            | В детските роли:                    |
| Тони                       | Иванка Бакалова                     |
| Весо                       | Мартин Кукински                     |
|                            | Ролите изпълняват:                  |
| Фипо                       | Любен Чаталов                       |
| Елена, майката на Весо     | Искра Радева                        |
|                            | Валерия Тодорова                    |
| госпожа Ризова, учителката | Илка Зафирова                       |
|                            | Албена Ставрева (като Албена Янева) |
|                            | Линда Русева                        |
| мъжът от детския дом       | Иван Янчев                          |
| директорът на училището    | Стойчо Мазгалов                     |
|                            | Тодор Шкондов                       |
|                            | В епизодите:                        |
|                            | Антоанета Бобчевска                 |
|                            | Аспарух Спасов                      |
|                            | Георги Г. Георгиев                  |
|                            | Таня Дякова                         |
|                            | Адриана Петрова                     |

## Награди
- Специална награда на журито в секция детски филми, МКФ „Умбрия Фикшън“, Терни, Италия, 1992